# Prismatocarpus campanuloides
Prismatocarpus campanuloides är en klockväxtart som först beskrevs av Carl von Linné, och fick sitt nu gällande namn av Otto Wilhelm Sonder. Prismatocarpus campanuloides ingår i släktet Prismatocarpus och familjen klockväxter. Inga underarter finns listade i Catalogue of Life.